# الزهور (سوسة)
الزهور هي مدينة تونسية تقع غرب مدينة سوسة، ويمكن اعتبارها كإحدى ضواحيها. إداريا، تتبع الزهور بالنظر لولاية سوسة، وهي تكون بلدية يقطنها 11،669 ساكن (2004).
1. ↑  "المناطق الترابية (العمادات) حسب الولايات والمعتمديات". اطلع عليه بتاريخ 2024-11-30.
2. ↑   http://www.collectiviteslocales.gov.tn/fr/sites-web-des-municipalites/. {{استشهاد ويب}}: |url= بحاجة لعنوان (مساعدة) والوسيط |title= غير موجود أو فارغ (من ويكي بيانات) (مساعدة)